# Estadio El Gigante del Norte
El Gigante del Norte es el estadio del Club Gimnasia y Tiro. Se encuentra ubicado en el centro de la Ciudad de Salta, siendo el primer estadio de la provincia y el más longevo de la Argentina, registrándose encuentros desde mayo de 1904 hasta la actualidad. 

## Historia
Cabe destacar que siguiendo la misma línea de los cursos de Romero Brest, hubo otros precursores en el norte argentino que fundaron instituciones con idéntica inquietud. Ejemplo claro es que dos meses antes del citado Club de Salta, se fundará el Club Atlético Tucumán, situación que resulta importante resaltar para marcar este fomento de “los Clubes Atléticos” a principios del siglo XX.
Será entonces que bajo el citado nombre de Club Atlético Salteño nacerá la institución el 29 de noviembre de 1902 en el salón del Gran Hotel, espacio de socialización ubicado frente a la plaza 9 de julio, principal de nuestra ciudad. Aquel día se materializó una idea que venía gestándose desde años anteriores de la mano de pioneros tales como el nombrado Victoriano de la Vega, José Eustaquio Alderete y Francisco Alsina, entre otros. 
Apenas dos meses después de la cesión de terrenos se documenta, el 22 de mayo de 1904, un primer encuentro de footbal inmerso en una serie de celebraciones que contenían diferentes disciplinas. Sin embargo, hay que remarcar que ya se habla del fútbol como deporte disputándose en el terreno ocupado hasta el día de hoy por Gimnasia y Tiro. El diario La Montaña del 24 de mayo de 1904 dice al respecto que “se jugó cerca de una hora entre soldados del 3 de artilleria y socios del Club Atlético sin que ninguno de los dos grupos obtuviera ventaja sobre el otro, quedando, por tanto sin discernirse el premio, actuaron como jueces Velarde Oliva y de la Vega”. 
Luego de aquel primer match documentado, hace más de 120 años, en septiembre del mismo año se organizará un nuevo encuentro donde esta vez el invitado será el Club Atlético Tucumán, certificando así un encuentro de carácter interprovincial. El diario La Montaña en su edición del 20 de septiembre de 1904 comentaba: “El domingo próximo pasado, a las 4 de la tarde dio principio en el local del polígono, el concurso de tiro y foot ball entre el Club de Gimnasia y Tiro de esta y los delegados del Club Atlético Tucumano”.
En este punto cabe destacar dos cuestiones centrales. En relación con el terreno, es que por muchos años Gimnasia y Tiro, debido a su reciente cambio de denominación y por el pasado de las instalaciones que estaba ocupando, era denominado como “los del polígono”, abreviando el terreno como “el polígono”. Por otra parte, era frecuente que en aquellos fundantes años el conjunto salteño sea invitado, e invite, a diferentes actividades deportivas al Club Atlético Tucumán, nacidos ambos en una misma época y con la idéntica intención ya resaltada, fomentar la práctica atlética y deportiva en el norte del país.
Con el correr de los años y por su temprana fundación en los albores del siglo XX, es importante remarcar que el field de Gimnasia y Tiro albergó incontables partidos de fútbol de gran envergadura. Todos los clubes de fútbol de la provincia disputaban sus encuentros más importantes en el estadio de Gimnasia, inclusive la selección nacional de fútbol mayores, la cual piso el campo de juego en 4 oportunidades: 1968, 1973, 1981 y 1994, al igual que la selección sub-20, en 1996 y la sub-23 que lo hizo en 1999. Esta situación fue una constante hasta la creación del estadio provincial Padre Martearena en 2001. 
Cabe destacar que dentro del universo de figuras que pasaron por el campo de juego de nuestra institución, Diego Armando Maradona lo hizo en tres oportunidades. En 1979 defendiendo los colores de Argentinos Juniors, y en 1981 y 1994 jugando para la selección nacional.
En tanto el último partido citado, 20 de abril de 1994, adquiere una relevancia que traspasa las fronteras nacionales. Aquel día el field de Gimnasia y Tiro tuvo el privilegio de ser quien acogió a la selección argentina y a Diego Maradona en su última actuación y anotación en tierras argentinas con la camiseta de la selección nacional. Aquel partido preparatorio para el mundial de Estados Unidos 1994 contra Marruecos, forma parte de la historia fundamental de nuestro seleccionado nacional y por ende, de la historia máxima de la Asociación del Fútbol Argentino.